# جيمس هاركنيس
جيمس هاركنيس هو رياضياتي وأستاذ جامعي كندي، ولد في 1864 في دربي في المملكة المتحدة، وتوفي في 1923.